# 待渡山
待渡山，位于中国广东省汕尾市陆丰市甲子镇待渡山，为陆丰市的一个市级文物保护单位，类型为古建筑，公布时间为1983年。
待渡山的历史年代为宋、明、清。